# Jorge Pacheco Klein
Jorge Pacheco Klein (Montevideo, 1964) es un abogado y político uruguayo, perteneciente al partido Colorado.

## Familia
Hijo del expresidente Jorge Pacheco Areco y de María Angélica Klein.
Casado con Mª Verónica Alonso, tiene dos hijos: Jorge Santiago y Mª Milagros.

## Carrera
Graduado de abogado en la Universidad de la República. También obtuvo una maestría en Derecho Internacional de la American University, Washington College of Law y está admitido para ejercer el derecho en el estado de Nueva York, la Suprema Corte de los Estados Unidos y el Distrito de Columbia.
En las elecciones de 1994 fue elegido diputado por la Unión Colorada y Batllista. Ocupó la banca desde febrero de 1995 hasta poco después de fallecido su padre en 1998, siendo sucedido por Alberto Iglesias (quien actualmente encabeza el sector). Posteriormente, emigró a los Estados Unidos, y desde entonces ejerce como abogado en Washington D. C.
En 2013 formuló un rechazo a los dichos públicos del senador Ope Pasquet con respecto a su padre acerca de la responsabilidad por el golpe de Estado en Uruguay de 1973.